# Герб лондонської ради графства
Лондонська рада графства отримала герб у 1914 році та геральдичний значок у 1956 році. Герб досі можна побачити на будинках, побудованих радою до її скасування в 1965 році.

## Фон і початковий дизайн
До 1894 року рада прийняла символ, що складавться з «озброєної жіночої фігури між гербами Лондонського Сіті та Вестмінстера». Питання про офіційний герб повітової ради вперше було піднято на засіданні ради в 1897 році. Незважаючи на спротив двох членів на тій підставі, що це була «підступна спроба підірвати демократичний характер Ради» і, жартів, що вони не повинні «знижуватися до рівня міської корпорації», Комітету з загальних цілей було доручено вжити заходів для отримання герба. Здається, нічого з цього не вийшло, і неофіційний знак продовжував використовуватися. У травні 1906 року Комітету загальних цілей було запропоновано розглянути та доповісти про те, чи повинна рада подати «заяву до Геральдичного коледжу чи іншим чином вжити заходів для отримання герба з метою гідного відзначення її роботи у зв'язку з громадськістю покращення, наприклад, будівництво нових вулиць і мостів, реставрація старовинних будівель тощо». Здається, жодних подальших дій не було вжито до лютого 1911 року, коли комітет рекомендував отримати герб за ціною, що не перевищує 100 фунтів стерлінгів. Рекомендація була відхилена радою, а один член заявив, що літери «LCC» (абревіатура ради) були б достатніми для ради. Інший радник із сарказмом запропонував, щоб герб ради містив, серед іншого, розбитий корабель, зачинені ворота робочого відділу та надгробок пам'яті комунального підприємства з девізом «ad quod damnum».
У 1914 році голова ради Сиріл Кобб запропонував покрити витрати на отримання гранту на герб. Після обговорень із Геральдичним коледжем 24 лютого комітет із загальних цілей подав на розгляд ради проєкт. Опис пропонованого щита для герба було сформульовано так: «На хресті Імператорська корона між, у першій і четвертій чвертях зображення Лондонського Тауера, а в другій і третій чвертях стародавня галера, у главі лев Англії». Запропонованим клейнодом був лев, що виходить із настінної корони та тримає прапор Святого Георгія. Щитотримачами мали бути римський офіцер і саксонський воїн. Був запропонований латинський девіз loci dulcedo nos attinet або приємність місця, яке нас тримає. Це була адаптація з «Анналів Тацита» і вживалася як найдавніша згадка про Лондон в історії.
Вежі мали представляти силу, а галери — судноплавні інтереси Метрополії. Хрест, імператорська корона та лев у клейноді мали свідчити про те, що Лондон був столицею Британської імперії. Настінна корона символізувала муніципальну владу. Щитотримачі проілюстрували походження та ранню історію міста.

## Надання герба
Остаточний дизайн герба, «простий за характером і в усіх відношеннях натякаючи на корпоративне життя Лондона», був узгоджений радою 26 травня 1914 року. Герб був блазонований як:
Хвилясто посмугований щит із шести лазурових і срібних стуг, у срібній главі хрест Святого Георгія з левом Англії, щит із золотою мурованою короною.
Сині та сріблясті хвилі символізували річку Темзу та Лондонський порт. Англійський лев на хресті Святого Георгія мав показати, що Лондон був «королівським центром Англії», охоплюючи столицю країни. Золота настінна корона вказувала на те, що герб належить муніципальному органу.
Оскільки герб включав частину королівського герба (англійський лев), 29 липня 1914 року було видано королівський ордер на надання герба. Герб був зареєстрований в Геральдичному коледжі за листами-патентами від 20 жовтня 1914 року.
У 1953 році рада графства прийняла нове зображення герба, яке все ще відповідало гербу 1914 року.

## Геральдичний знак
Герб, наданий в 1914 р., могла користуватися тільки сама повітова управа. Рада вирішила, що їй потрібна емблема, яку можна було б дозволити використовувати клубам і товариствам, пов'язаним із графством Лондон. Відповідно вони подали заявку на надання геральдичного знака. Нагрудний знак було надано патентом від 12 березня 1956 року та мав емблему:
Овальна лазурь, прикрашена двома хвилястими срібними смугами, на верхній частині останньої хрест по всій червоній частині, весь обтягнутий золотою мотузкою.
Нагрудний знак повторював основні мотиви герба: синьо-сріблясті хвилі та Георгіївський хрест. Нагрудний знак був оточений золотою мотузкою для морських товариств округу. Рада дозволила «організаціям, товариствам, клубам та іншим органам, які мають зв'язок або асоціацію з графством Лондон» демонструвати значок відповідно до умов, встановлених радою.